# 施奈德穆爾行政區

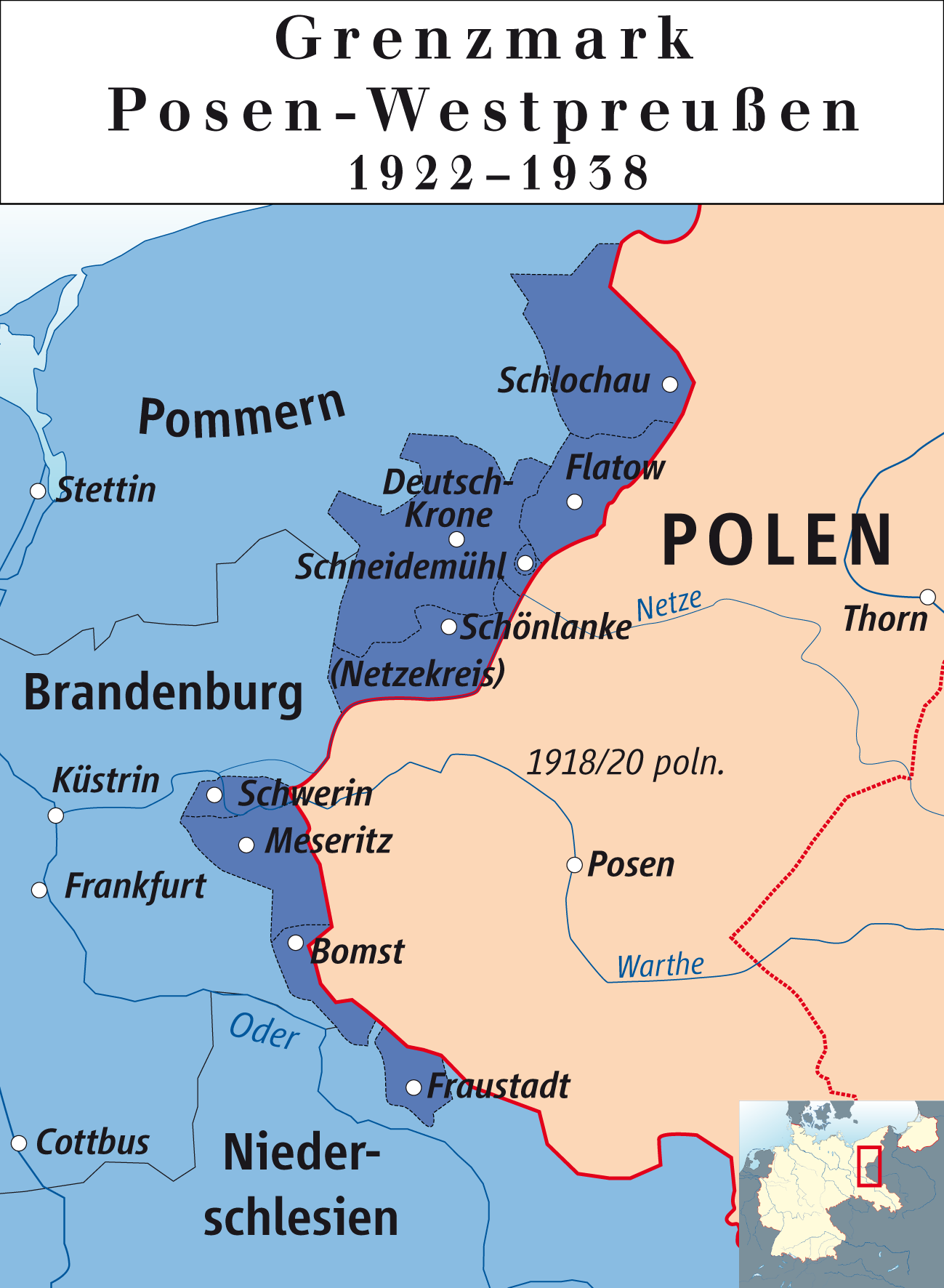
1922年的施奈德穆爾行政区和波森-西普鲁士邊區省

施奈德穆爾行政区（德語：Regierungsbezirk Schneidemühl）是德國在戰間期設置的行政区，用於管轄维斯瓦河和波兰走廊以西的、前普鲁士波森省和西普鲁士省的所有殘存地区。行政區首府施奈德穆爾（今波蘭皮瓦）。1919年11月20日，布龍貝格行政區区长在施奈德穆爾就任區長，同時擔任担任波森-西普鲁士邊區省的總督。这個省管理着维斯瓦河和波兰走廊以西的、前普鲁士波森省和西普鲁士省的所有殘存地区（根據凡尔赛条约，約93%併入波蘭，剩下的7%留在德國）。
1922年施奈德穆爾行政区在普鲁士波森-西普鲁士邊區省重建，他是本省唯一的行政區。它最初由三个大小不一的地区组成，共有九个区，东邻波兰，西邻普鲁士的波美拉尼亚、勃兰登堡和下西里西亚省。1938年10月1日波森-西普鲁士邊區省解体后，施奈德穆爾行政区失去的南部两个地区的四个区给西里西亚省和勃兰登堡省，但其北部分区扩大了四个区，更名为波森-西普鲁士行政区並併入波美拉尼亚省，直到1945年被劃入波蘭。